# Washingtonia
Washingtonia H. Wendl., 1879 (pron. /vaʃʃintˈɔnja/) è un genere delle Arecacee. Il nome del genere fu scelto in onore di George Washington.

## Tassonomia
Il genere Washingtonia comprende due specie:
- Washingtonia filifera (Rafarin) H.Wendl. ex de Bary - palma californiana
- Washingtonia robusta H.Wendl. - palma messicana

W. robusta ha un tronco più sottile, è più alta, ed ha una crescita significativamente più rapida di W. filifera
La differenza più evidente tra le due specie, che consente un facile riconoscimento, è il colore della base del picciolo (li dove la foglia si inserisce sul tronco): in W. robusta è usualmente rosso-porpora , mentre in W. filifera è verde .